# Калентьева, Ирина Николаевна
Ири́на Никола́евна Кале́нтьева (девичья фамилия Ягу́пова; род. 10 ноября 1977, Норваш-Шигали, по другим данным — Подлесные Шигали, Батыревский район) — российская спортсменка-велосипедистка (маунтинбайк), выступающая в дисциплине кросс-кантри. Заслуженный мастер спорта России по велоспорту (маунтинбайк).

## Биография
Тренер (с 14 лет) — заслуженный тренер Чувашской Республики, заслуженный тренер России, заслуженный работник физической культуры и спорта Чувашской Республики Владимир Краснов.
В августе 2019 года сообщила о завершении спортивной карьеры в 2019 году после Чемпионата мира по маунтинбайку, который пройдёт с 28 августа по 1 сентября в Канаде (Мон-Сен-Анне). Ирина живёт и тренируется в Швейцарии, где выступает за местную профессиональную велокоманду.

### Семья
Отец — Николай Фёдорович Ягупов; мать — Евдокия Васильевна Ягупова (1936 г. р.), заслуженный работник СХПК «Труд». У Ирины есть две старших сестры, Марина и Анфиса, и младший брат Геннадий.

Замужем за гражданином Швейцарии, основателем и менеджером команды, за которую Ирина выступает.

### Образование
1993—1997 годы — учащаяся Республиканского государственного образовательного учреждения «Чебоксарское среднее специальное училище олимпийского резерва».

2001—2007 годы — студентка факультета физической культуры Чувашского государственного педагогического университета им. И. Я. Яковлева. Окончила обучение по специальности «Физическая культура».

2007—2011 годы — аспирантка (заочная форма обучения) в ЧГПУ им. И. Я. Яковлева (специальность 13.00.04 Теория и методика физического воспитания, спортивной тренировки, оздоровительной и адаптивной физической культуры).

## Достижения
Ирина была победительницей Кубка мира в 1997—2001 годах, бронзовым призёром чемпионата Европы 2001 года, чемпионкой мира в гонке кросс-кантри в 2007 и 2009 годах. Входила в резерв сборной России на олимпийских играх в Сиднее (под девичьей фамилией — Ягупова), участвовала в XXVIII летних Олимпийских игр в Афинах. Бронзовый призёр XXIX летних Олимпийских игр в Пекине по маунтинбайку (кросс-кантри), на XXX летних Олимпийских играх в Лондоне заняла четвёртое место.
- серебряный призёр чемпионата Европы 2003, 2009 годов;
- победительница этапов Кубка мира 2004, 2005, 2007 годов;
- бронзовый призёр чемпионатов мира по маунтинбайку 2004, 2006, 2010 годов;
- серебряный призёр чемпионатов мира 2001, 2005 годов;
- бронзовый призёр чемпионата мира по маунтинбайку 2008 года;
- серебряный призёр чемпионата мира 2010 года;
- серебряный призёр чемпионата мира 2014 года[9];
- XXXI летние Олимпийские игры в 2016 году (Рио-де-Жанейро, Бразилия) — 17 место;
- чемпионат мира 2017 года (Кэрнс, Австралия) — 5 место;
- победительница чемпионата России по маунтинбайку в олимпийской дисциплине «кросс-кантри» 2018 года (Чебоксары, Россия)[10].

## Общественная деятельность
- С 4 декабря 2011 года до 19 декабря 2014 года — депутат Государственного Совета Чувашской Республики от Чувашского регионального отделения Всероссийской политической партии «Единая Россия» (общереспубликанская часть)[2]. Досрочно сложила полномочия[11][12].

## Награды и звания
- Заслуженный мастер спорта России (2005);
- Заслуженный работник физической культуры и спорта Чувашской Республики (2008)[13];
- Медаль ордена «За заслуги перед Отечеством» II степени — За большой вклад в развитие физической культуры и спорта, высокие спортивные достижения на Играх XXIX Олимпиады 2008 года в Пекине (2009)[14];
- Почётный житель Батыревского района Чувашии[6];
- Медаль «За воинскую доблесть» (2012)[15];
- Медаль «200 лет внутренних войск МВД России» (2012)[15];
- Кубок «За образцовое выполнение воинского долга, высокие спортивные результаты и участие в XXX Олимпийских играх в Лондоне» и памятный планшет «За успехи в спорте и пропаганду здорового образа жизни» (2012)[15];
- Почетный гражданин Норваш-Шигалинского сельского поселения.

## Другие факты
- В селе Норваш-Шигали Батыревского района ежегодно проводятся всероссийские соревнования по велоспорту-маунтинбайку в дисциплине «кросс-кантри» на призы Ирины Калентьевой[16][17].